# Coscinocera
Genre
Coscinocera est un genre de lépidoptères (papillons) de la famille des Saturniidae.

## Liste des espèces
- Coscinocera anteus Bouvier, 1928
- Coscinocera arafuraensis,  U. & L. Paukstadt, 2022
- Coscinocera aruensis, Naumann & Loffler, 2010
- Coscinocera batantaensis U. Paukstadt & L.H. Paukstadt, 2022
- Coscinocera buloloensis U. Paukstadt & L.H. Paukstadt, 2022
- Coscinocera eurytheus Rothschild, 1898
- Coscinocera hercules Miskin, 1875
- Coscinocera jayapurana Brechlin, 2023
- Coscinocera jakli Naumann, 2009
- Coscinocera jayawijayaensis U. Paukstadt & L.H. Paukstadt, 2022
- Coscinocera karkarensis U. Paukstadt & L.H. Paukstadt, 2022
- Coscinocera misoolensis,  Naumann, Nässig & Löffler, 2017
- Coscinocera niepelti  Brechlin, 2004
- Coscinocera omphale Butler, 1879
- Coscinocera rothschildi Le Moult, 1933
- Coscinocera sudirmanensis U. Paukstadt & van Schayck, 2022
- Coscinocera Waigeoensis Brechlin, 2023
- Coscinocera Wamenana Brechlin, 2023Male Coscinocera Hercules

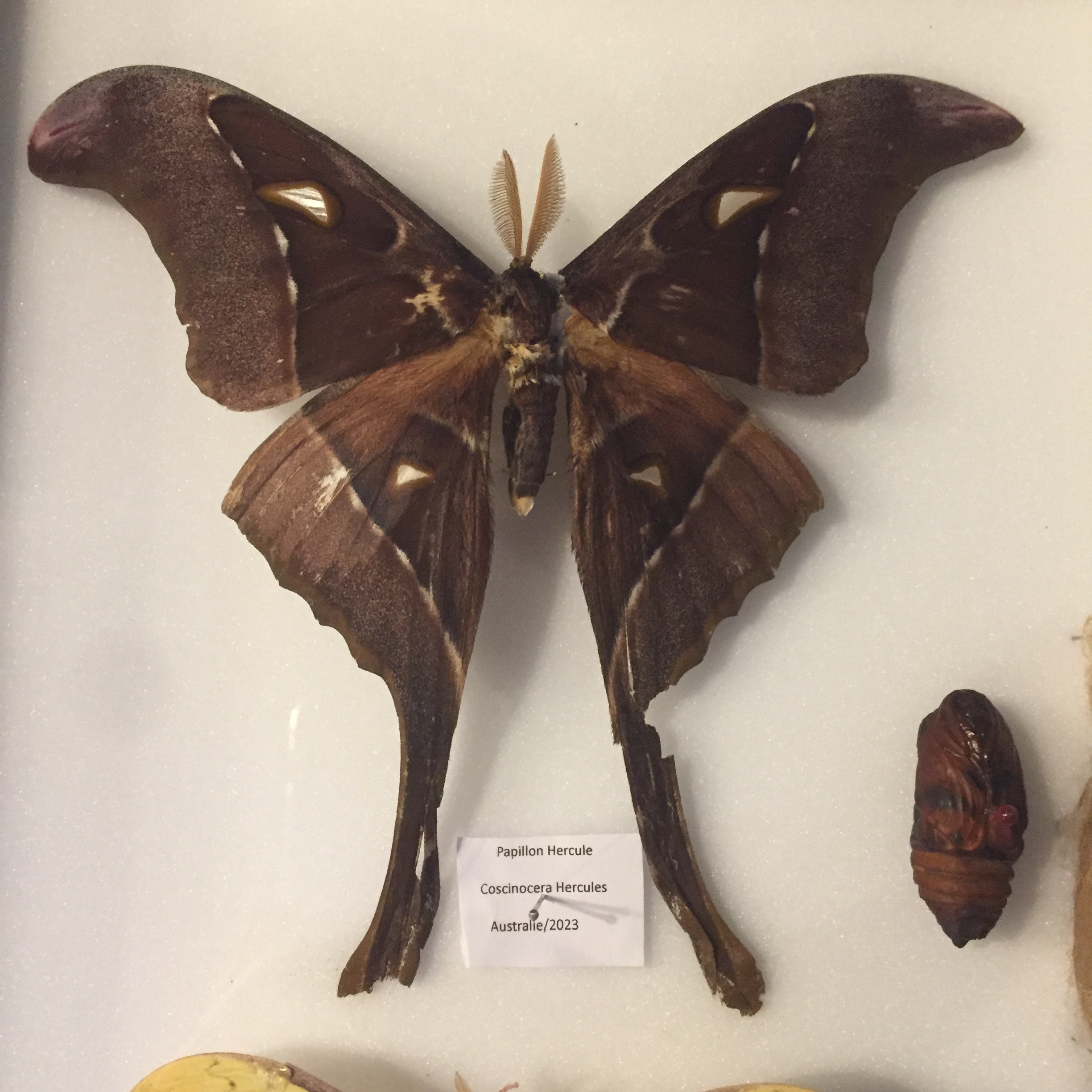
Male Coscinocera Hercules